# Гейсслер (лунный кратер)
Кратер Гейсслер (лат. Geissler) — небольшой ударный кратер в восточной экваториальной части видимой стороны Луны. Название присвоено в честь немецкого физика и стеклодела Иоганна Генриха Вильгельма Гейсслера (1814—1879); утверждено Международным астрономическим союзом в 1976 г. 

## Описание кратера
Кратер находится в северо-восточной части чаши кратера Гилберт. Ближайшими соседями кратера являются кратер Нобили на севере, кратер Вейерштрасс на северо-востоке, кратер Ван Влек на востоке-северо-востоке; кратер Кестнер на юго-востоке, кратер Лаперуз на юге, кратер Беринг на юго-западе, а также кратер Ранкин на западе-юго-западе. На северо-западе от кратера находится Море Волн; на востоке лежит Море Смита. Селенографические координаты центра кратера 2°36′ ю. ш. 76°31′ в. д. / 2,6° ю. ш. 76,51° в. д., диаметр 17,4 км, глубина 2,97 км.
Кратер имеет близкую к циркулярной форму с выступом в северо-западной части, практически не разрушен, кромка вала четко очерчена. Внутренний склон вала опускается к небольшому участку плоского дна чаши диаметром приблизительно в треть диаметра кратера. Средняя высота вала кратера над окружающей местностью 600 м.
До получения собственного наименования в 1976 г. кратер имел обозначение Гилберт D (в системе обозначений так называемых сателлитных кратеров, расположенных в окрестностях кратера, имеющего собственное наименование).

## Сателлитные кратеры
Отсутствуют.